# Peder Christoffersen
Peder Christoffersen (født 1942 i Hornslet på Djursland, død 2. juni 2020) var en dansk forfatter og journalist formentlig mest kendt for sin tid som journalist på Ekstra Bladet, hvor han under navnet Pedro skrev i perioden fra 1974 til 2004.
Peder Chistoffersen blev uddannet journalist i 1961 og arbejdede på en række aviser i den daværende socialdemokratiske presse. Fra 1965 til 1974 var han på Demokraten i Aarhus og fra 1974 til sin pensionering i 2004 på Ekstra Bladet.
Efter sit ophør på Ekstra Bladet skrev Peder Christoffersen flere bøger, dels i eget navn og dels som ghostwriter for bl.a. tidligere statsminister Poul Nyrup Rasmussen.
Den 4. juni 2020 offentliggjorde Ekstra Bladet, at Pedro var død i en alder af 78 år.